# Quiero ser (álbum)
Quiero ser (também intitulado Menudo ou Rock chiquillo em alguns países) é o nono álbum de estúdio da boy band porto-riquenha Menudo, lançado em 1981, pela gravadora Padosa. A formação do grupo nesse período incluía os membros: Ricky Meléndez, Johnny Lozada, Xavier Serbiá, Miguel Cancel e René Farrait. Com esse novo fonograma o grupo viajou para países latinos onde ainda eram desconhecidos, tais como: Guatemala, e Colômbia.

## Canções
A canção "Súbete a mi moto" (também chamada de "Sube a mi motora"), tornou-se uma das mais populares do disco, sendo considerada por fãs a canção assinatura do grupo. De acordo com alguns veículos de imprensa, a música fala sobre experimentar a liberdade. A faixa gerou controvérsia em Porto Rico, porque, na época de seu lançamento, "moto" era um termo utilizado para referir-se a drogas ilegais (cigarro de maconha).
"Claridad" foi originalmente gravada pelo cantor italiano Umberto Tozzi com o título "Stella Stai", a versão em espanhol da música, que foi adaptada pelo produtor cubano Óscar Gómez Díaz, transformou-se em um dos maiores sucessos da boyband porto-riquenha. Apesar de sua origem italiana, a letra na versão espanhola apresenta um significado completamente diferente, abordando o desejo de superar uma ruptura amorosa, enquanto a original de Tozzi era conhecida por sua complexidade poética, descrita pelo próprio compositor como "sem um significado definido". A versão de Tozzi fez parte da trilha sonora do filme da Marvel Homem-Aranha: Longe de Casa. Na era digital, "Claridad" encontrou uma nova audiência com o #MenudoChallenge no TikTok.
A canção que dá nome ao título do álbum, "Quiero ser", é notável por ter atingido a posição de número 6 na parada musical do Uruguai, publicada pela revista Record World.

## Desempenho comercial
Comercialmente, o álbum tornou-se um sucesso. Na Venezuela vendeu 334 mil cópias. Nos Estados Unidos apareceu nas paradas musicais da revista Billboard, dedicadas a música latina. De acordo com reportagem de 1981 da revista Record World, cada álbum do Menudo lançado no México até a data (Fuego e Quiero ser), conseguiu vender meio milhão de cópias entre LPs e K7s.
Em 1998, o álbum foi lançado, junto com outros três álbuns do Menudo (Por amor, Una aventura llamada Menudo e Fuego), em compact disc (CD). Segundo a revista Billboard, na primeira semana de vendas, os quatro álbuns juntos superaram 10 mil unidades comercializadas nos Estados Unidos.

## Lista de faixas
- Créditos adaptados do LP Quiero ser, de 1981.[18]

| N.º | Título                 | Compositor(es)              | Cantor(es)                  | Duração |  |
| 1.  | "Mi banda toca rock"   | Ivano Fossati               | Johnny Lozada               | 3:00    |  |
| 2.  | "Quiero ser"           | Edgardo Díaz Pepe Luis Soto | René Farrait                | 3:08    |  |
| 3.  | "Rock en la TV"        | Díaz Carlos Villa           | Miguel Cancel Xavier Serbiá | 3:16    |  |
| 4.  | "Bailemos en el mar"   | Díaz Villa                  | Cancel                      | 3:17    |  |
| 5.  | "Claridad"             | Umberto Tozzi               | Grupo                       | 4:16    |  |
| 6.  | "Súbete a mi moto"     | Díaz Villa                  | Farrait                     | 3:35    |  |
| 7.  | "Mejor"                | F. Arbex M. Callejo         | Grupo                       | 2:54    |  |
| 8.  | "Solo tú, solo yo"     | Díaz Soto                   | Grupo                       | 3:08    |  |
| 9.  | "Enamorado del amor"   | Díaz Soto                   | Lozada                      | 4:03    |  |
| 10. | "Me voy a enamoriscar" | Juan Pardo                  | Cancel                      | 3:23    |  |

## Tabelas

### Tabelas semanais
| Tabela musical (1981-1982)                                | Melhor posição |
| --------------------------------------------------------- | -------------- |
| Argentina (Cashbox/Prensario)                             | 6              |
| Estados Unidos (Billboard Latin Pop Albums - Los Angeles) | 13             |
| Estados Unidos (Billboard Top Latin Albums - Nova Iorque) | 2              |
| Estados Unidos (Billboard Top Latin Albums - Texas)       | 4              |
| Uruguai (Record World)                                    | 4              |

## Certificações e vendas
| Região    | Certificação | Vendas estimadas |
| --------- | ------------ | ---------------- |
| México    | Ouro         | 500.000          |
| Venezuela | Ouro         | 334.000          |